# Гарц (район)
Гарц (нем. Harz) — район в Германии в земле Саксония-Анхальт, с административным центром в городе Хальберштадт.
Занимает площадь 2104,55 км². Численность населения составляет 221043 человека (на 31 декабря 2013 года). Плотность населения — 105 человек/км².
Район был организован 1 июля 2007 года в рамках территориальной реформы земли Саксония-Анхальт.

## Города и общины
1. Хальберштадт (40323)
2. Вернигероде (33479)
3. Кведлинбург (25055)
4. Бланкенбург (20745)
5. Тале (18017)
6. Остервик (11380)
7. Оберхарц-ам-Броккен (11129)
8. Ильзенбург (9422)
9. Балленштедт (9372)
10. Харцгероде (8296)
11. Нордгарц (7957)
12. Хю (7500)
13. Фалькенштайн (5575)
14. Вегелебен (2665)
15. Шванебек (2566)
16. Харслебен (2188)
17. Дитфурт (1565)
18. Зельке-Ауэ (1454)
19. Хедерслебен (1400)
20. Грос-Квенштедт (955)

(31 декабря 2013)

## Политика
22 сентября 2013 года на пост ландрата района был избран Мартин Шкибе.